# Parakristal
Parakristalni materijali imaju kristalne rešetke koje su uređene na kratkim rastojanjima (poput faza tečnog kristala). Njima nedostaje uređenost na dužim rastojanjima u bar jednom pravcu.
Uređivanje je regularnost u kojoj se atomi javljaju u pozicijama definisanim predvidivom rešetkom. U visoko uređenom, perfektnom kristalnom materijalu, ili jednobraznom kristalu, lokacija svakog atoma strukture se može precizno opisati u odnosu na izabrani koordinatni početak. U neuređenoj strukturi kao što je tečnost ili amorfni materijal, lokacija prvog i možda drugog najbližeg susednog atoma se mogu opisati u odnosu na koordinatni početak (sa određenim stepenom neizvesnosti), i sposobnost predviđanja lokacija se brzo gubi sa povećanjem razdaljine. Rastojanje na kojem se lokacije atoma mogu predvideti se naziva korelaciona dužina {\displaystyle \xi }. Parakristalni materijal manifestuje korelaciju koja je između amorfne i kristalne.
Primarni i najdostupniji izvori informacija o kristalnosti su rendgenska strukturna analiza i elektronska kriomikroskopija. Druge tehnike su često neophodne za određivanje kompleksne strukture parakristalnih materijala, kao što je flaktuaciona elektronska mikroskopija u kombinaciji sa modelovanjem gustine elektronskih i vibracionih stanja.